# Mikie Hara
Mikie Hara (原 幹恵 Hara Mikie?, nascută 3 iulie 1987 în Niigata, Niigata, Japonia) este un gravure idol și o actriță japoneză. Rolul ei de debut a fost în Cutie Honey: The Live ca Honey Kisaragi/Cutie Honey.